# Teresa Tyszkiewicz (1906–1992)
Teresa Tyszkiewicz z d. Ledóchowska (także: Teresa Tyszkiewiczowa; ur. 8 czerwca 1906 w Krakowie, zm. 21 marca 1992 w Łodzi) – profesor sztuk plastycznych w zakresie nauk o sztukach pięknych, specjalność malarstwo. Polska malarka abstrakcji niegeometrycznej, wieloletnia wykładowczyni Państwowej Wyższej Szkoły Sztuk Plastycznych w Łodzi. Założyła i prowadziła Katedrę Druku na Tkaninie. Obok Władysława Strzemińskiego oraz Stefana Wegnera miała wpływ na ukształtowanie się profilu szkoły.

## Malarstwo
Teresa Tyszkiewicz malowała obrazy bliskie nurtowi ekspresyjnej abstrakcji. We wczesnych etapach twórczości nawiązywała do kubizmu, potem zainteresowała się sztuką gestu i taszyzmem. Z czasem wypracowała własny styl. Tworzyła obrazy oszczędne w formie, zazwyczaj czarno-białe. Dążyła do czystości zapisu malarskiego, w niektórych przypadkach jej obrazy były niemalże czystą grafiką. Przez obraz – efekt zadumy i refleksji nad światem, starała się dotrzeć do prawd ogólnych. Na szczególną uwagę w twórczości artystki zasługuje cykl Ślepe drogi, który powstawał od końca lat 60. do lat 90. i reprezentuje jej dojrzałą twórczość. Cykl przypomina podzielony na części poemat, dotyczący zagubienia w życiu oraz zdziwienia prędkością przemian cywilizacyjnych i kulturowych.

## Rodzina
Ojcem artystki był Ignacy Kazimierz Ledóchowski, generał dywizji Wojska Polskiego. Artystka wywodziła się z rodziny hrabiowskiej o silnych tradycjach religijnych („rodzina świętych”). Jej ciotkami były: św. Urszula Ledóchowska – założycielka zakonu Urszulanek Szarych oraz błogosławiona Maria Ledóchowska. Wujek – Włodzimierz Ledóchowski, przez dziewięć lat był przełożonym generalnym Towarzystwa Jezusowego w Rzymie. Była daleką krewną kardynała i prymasa Polski Mieczysława Ledóchowskiego. Także dwie siostry Teresy – Jadwiga i Józefina wybrały życie zakonne.
Artystka wyszła za mąż za arystokratę – Stanisława Tyszkiewicza, właściciela majątku Lelechówka pod Lwowem. Po wojnie cały majątek rodzinny przepadł.
Zmarła w domu zakonnym sióstr urszulanek w Łodzi-Rudzie. Pochowana na cmentarzu parafii św. Józefa Oblubieńca NMP przy ul. Mierzejowej 1  w Łodzi – Rudzie Pabianickiej.

## Przyjaciele
Teresa Tyszkiewicz lubiła przebywać w towarzystwie dziennikarzy, pisarzy, osób duchownych i naukowców. We wczesnym okresie twórczości zaprzyjaźniła się z członkami Grupy Krakowskiej – Tadeuszem Kantorem i Marią Jaremą. Wiele lat później efektem tej znajomości była retrospektywna wystawa artystki w Galerii Krzysztofory w 1989. Od kiedy zamieszkała w Łodzi, do grupy jej stałych znajomych należeli Stanisław Fijałkowski oraz Jerzy Nowosielski. Według wspomnień przyjaciół malarka wytwarzała wokół siebie szczególną atmosferę i przyciągała ludzi. W latach 60. organizowane przez nią „spotkania katedry” przekształciły się w rodzaj salonu. Intelektualne dyskusje na temat sztuki stworzyły w Łodzi specjalny klimat, zachęcały artystów do poszukiwań własnej formuły. Wpływy rozmów, które toczyły się na salonie, znalazły odbicie w twórczości Antoniego Starczewskiego, Ireneusza Pierzgalskiego, Andrzeja Łobodzińskiego i Lecha Kunki.

## Droga twórcza

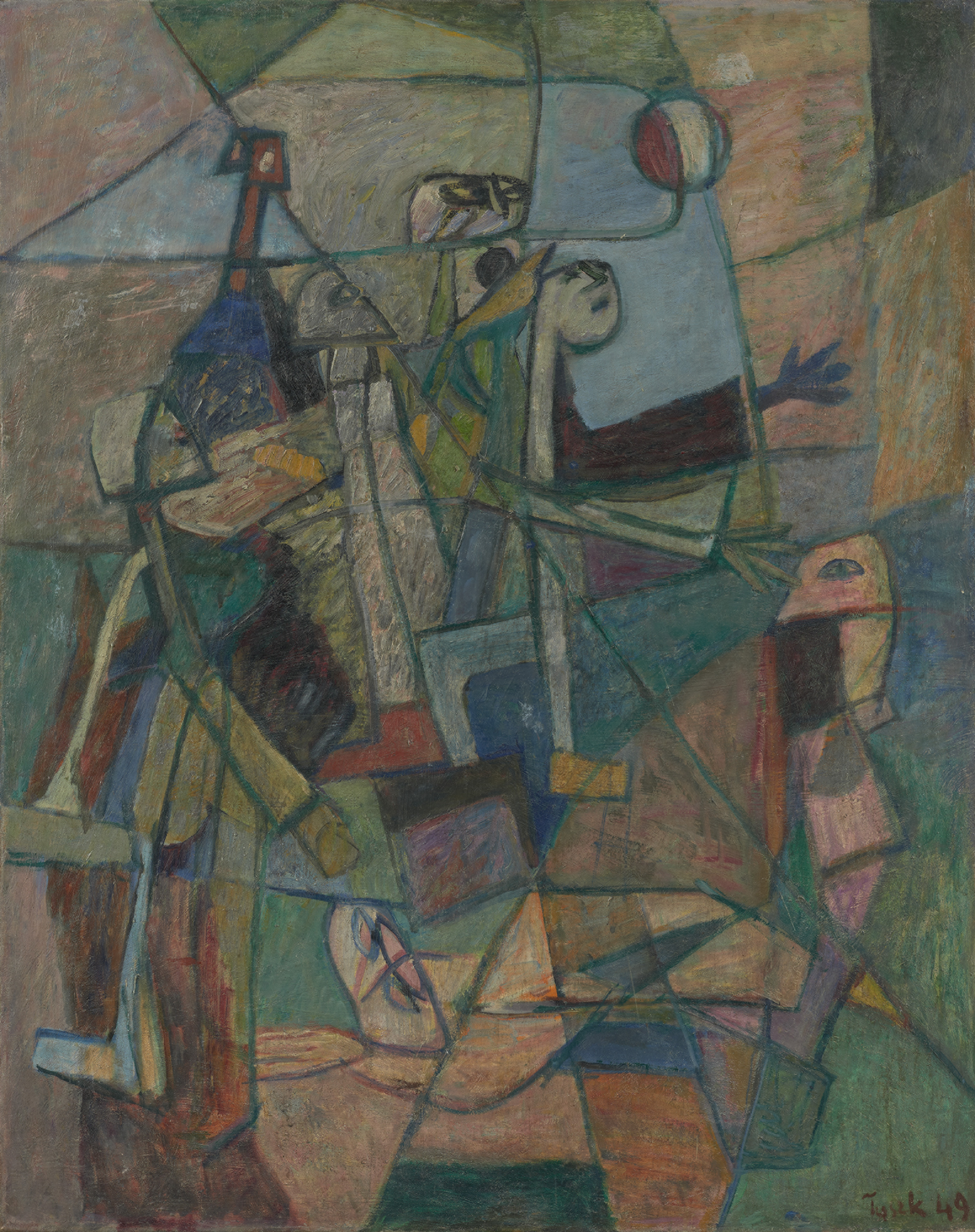
Teresa Tyszkiewicz, Mecz footballowy, 1949

Działalność artystyczną malarka rozpoczęła jeszcze przed wojną, zbliżając się najpierw do kapistów, a później do lewicującej awangardy artystycznej. Jej pierwsza wystawa odbyła się w 1937 w Salonie Koterby w Warszawie. Po wojnie tworzyła kompozycje inspirowane kubizmem i abstrakcją. Od 1946 wykładała w Łódzkiej Wyższej Szkole Sztuk Plastycznych. Z powodów politycznych zrezygnowała z posady asystentki w pracowni malarstwa i objęła stanowisko na Wydziale Projektowania Przemysłowego. Stworzyła tam od podstaw Katedrę Druku na Tkaninie, w której wykształcenie zdobywali przyszli projektanci łódzkich zakładów włókienniczych. W 1948 uczestniczyła w pierwszej wystawie Sztuki Współczesnej w Krakowie. Brała udział w wystawach Galerii Krzywego Koła w Warszawie.
W latach 1940–1983 artystka pisała dzienniki. Poświęciła w nich dużo miejsca zagadnieniom sztuki i religii, zastanawiała się także nad znaczeniem nowych odkryć naukowych. Szczególnie interesowała ją koncepcja ewolucji głoszona przez francuskiego filozofa i jezuitę – Teilharda de Chardin.
W celach zarobkowych w latach 1947–1958 artystka tworzyła ilustracje do książek i czasopism dla dzieci. Jej prace cotygodniowo ukazywały się w „Świerszczyku”. Rysunki dla dzieci znalazły się na kilku wystawach międzynarodowych, między innymi w Holandii, Belgii i Jugosławii.

## Nagrody i odznaczenia
- Złoty Krzyże Zasługi[1];
- Krzyż Kawalerski Orderu Odrodzenia Polski[1];
- Honorowa Odznaka Miasta Łodzi[1];
- Nagroda Miasta Łodzi (1990)[3][4];
- Nagroda I stopnia Ministra Kultury i Sztuki (1978)[1].

### Wystawy indywidualne
- 1937: Wystawa malarstwa. Warszawa, Salon Koterby
- Wystawa malarstwa J. Hrynkowskiego i T. Tyszkiewicz. Lwów
- 1938: Wystawa M. Berezowskiej i T. Tyszkiewicz. Warszawa, Kawiarnia „Zodiak”
- Wystawa T. Tyszkiewiczowej i H. Krowickiej. Związek Zawodowy Artystów Plastyków, Lwów
- 1958: Wystawa malarstwa. Warszawa, Salon Literatów
- 1959: Wystawa malarstwa. T. Tyszkiewicz i Z. Głowackiego. Łódź, Pracownia Sztuk Plastycznych
- Wystawa malarstwa. Warszawa. Galeria Krzywe Koło.
- 1961: Wystawa malarstwa. Galeria Krzywe Koło.
- 1964: Wystawa malarstwa. galeria Sztuki Nowoczesnej
- 1966: Wystawa malarstwa. Łódź, Klub Studentów 77
- 1976: Wystawa malarstwa. Warszawa, Galeria Zapiecek
- 1979: Wystawa malarstwa. Łódź, Salon Sztuki Współczesnej
- 1986: Wystawa malarstwa. Łódź, Galeria 86
- 1989: Wystawa malarstwa. Kraków, Krzysztofory
- 1996: Wystawa malarstwa. Poznań, Galeria Arsenał
- 2004: Wystawa malarstwa. Poznań, Galeria R
- 2006: Wystawa malarstwa. Poznań, Galeria Piekary